# Pennaria pauper
Pennaria pauper är en nässeldjursart som beskrevs av Paul Torben Lassenius Kramp 1959. Pennaria pauper ingår i släktet Pennaria och familjen Pennariidae. Inga underarter finns listade i Catalogue of Life.